# Enargia paleacea
Enargia paleacea là một loài bướm đêm trong họ Noctuidae.

## Hình ảnh

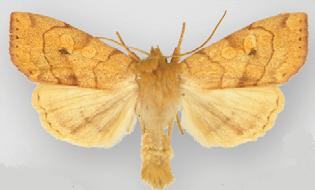
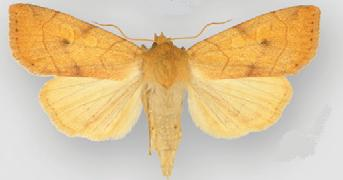
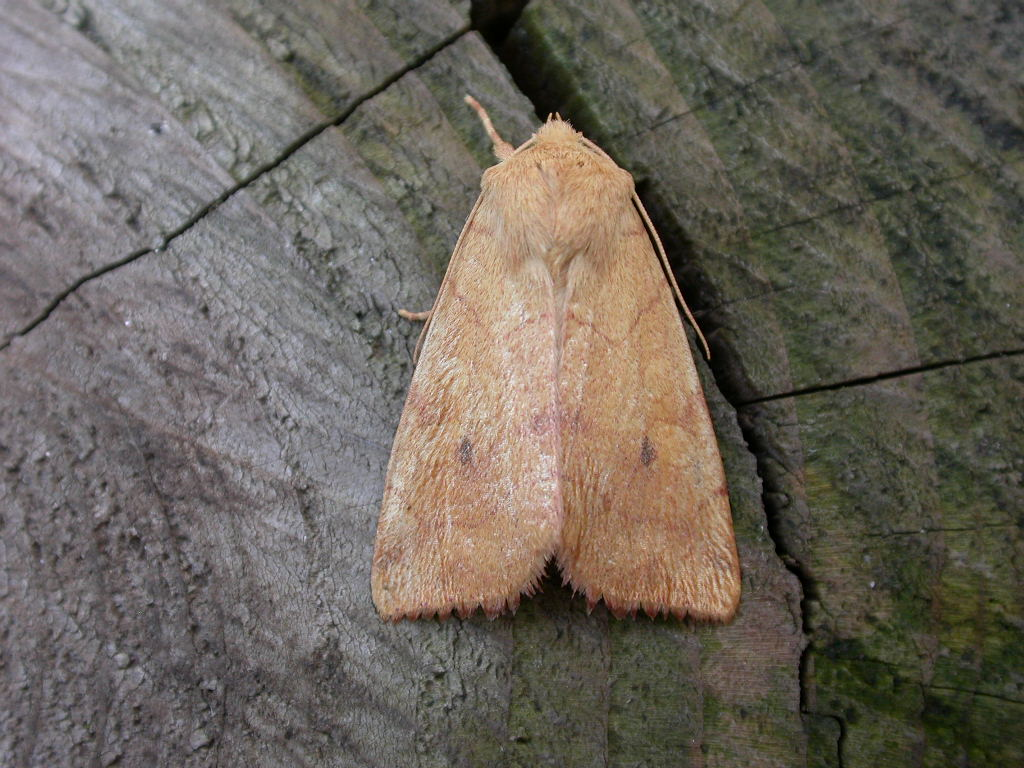
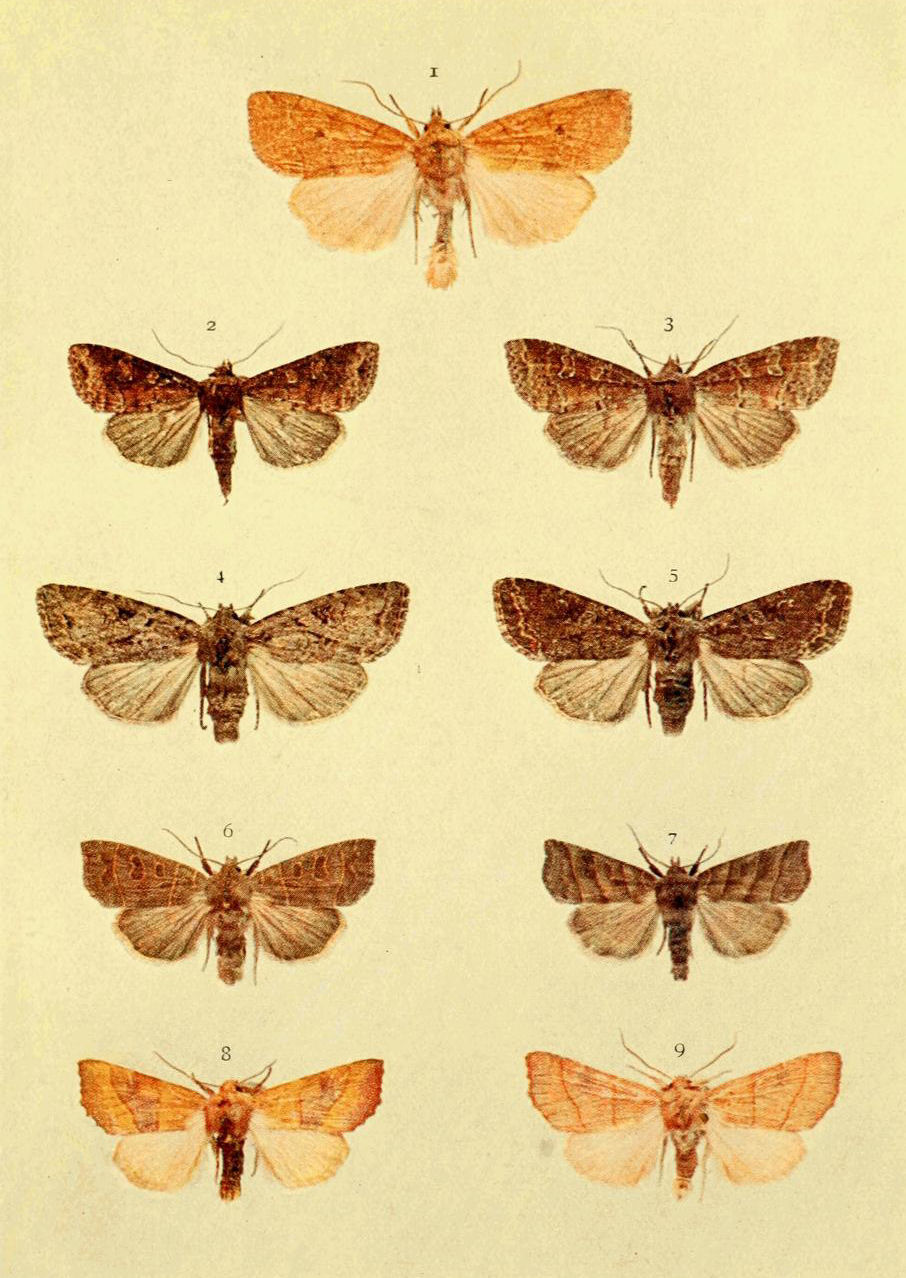